# Curichi
El curichi es un postre de origen colombo-peruano, se trata de un dulce helado formado por la influencia de la comunidad de inmigrantes chinos en el área amazónica de Tres Fronteras, un trifinio donde los límites territoriales de Brasil, Colombia y Perú se unifican a orillas del río Amazonas.
Dado la diversidad cultural en donde se originó, el curichi se conoce con nombres de diversas formas, siendo purichi en Leticia (Colombia) y burichi en Tabatinga (Brasil), y  el chup o marciano de Perú.

## Historia

### Origen del nombre
El curichi como poste amazónico se originó dentro de la comunidad china que habitaba las ciudades amazónicas de Iquitos y Leticia sin un nombre específico a finales del siglo XX; la palabra curichi es la unión de los apellidos de sus dos creadores, «Curi» de Florencio Curi Brañez, un empresario colombiano de Leticia; y «Chi» de Alejandro Curi Chiang, hijo inicialmente no reconocido de Florencio que tenía origen chino-peruano.

### Creación y esparcimiento
Florencio que siempre se había dedicado a los negocios de los postres y bebidas azucaradas, había tenido un romance con una mujer peruana de origen chino que se apellidaba Chiang, fruto de esa relación nació Alejandro que al principio fue nombrado como Alejandro Chiang Chiang y criado por su padrastro que era un inmigrante chino en Iquitos. Alejandro ya de adulto viaja a Leticia para conocer a su padre biológico, una vez logrado su objetivo, Alejandro le presenta un nuevo producto, una bolsita con refresco de aguaje, una fruta de origen amazónico y muy consumido en esa región. Por afinidades comerciales ambos Curi se vuelven muy unidos y Florencio termina reconociendo a su hijo.
Al ser reconocido ya como hijo por Florencio, Alejandro pasa a tener sus apellidos paterno y materno, y Florencio comienza a llamar al postre por las primeras sílabas de los apellidos Curi y Chiang, al principio el producto se llamaba curi-chiang, pero con el paso del tiempo el nombre paso simplemente a curichi. Los dos Curi se trasladaron a Iquitos para iniciar su negocio. Curi Chiang llegó a tener tres hijos que migraron a Estados Unidos y la empresa original cerró, ah pesar de eso, el postre ya se había esparcido lo suficiente como para que otras personas lo realizaran.

## Preparación
El aguaje tiene un alto contenido de aceite vegetal, lo que le da una textura cremosa cuando se le junta con agua, el espécimen de aguaje preferido para hacer el curichi es el arenoso de un color amarillo pálido, una vez realizado  el sumo de esa fruta, se lo pone en bolsas cilíndricas de plástico para posteriormente ser congelada en temperaturas bajas.

## Impacto

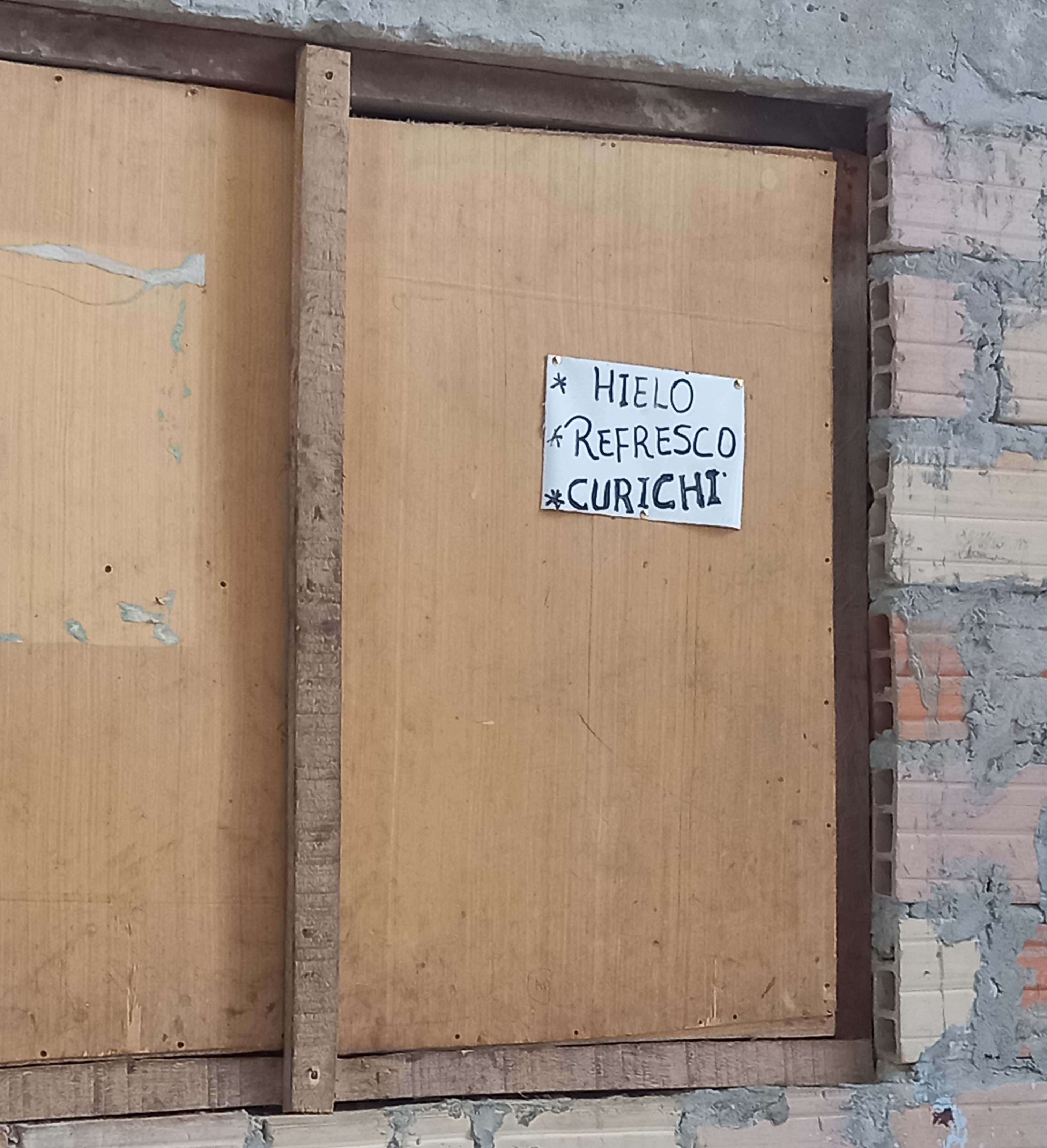
Un letrero que ofrece curichi junto a otros alimentos de a paso en una localidad a las afueras de Iquitos, Perú.

### Socioeconómico
Desde el aspecto socioeconómico el curichi, por su fácil y barata preparación, es vendido principalmente por personas de clase baja, estando presente en los barrios populares de las ciudades amazónicas con los letreros pintados de «Se vende curichi» o «Hay hielo». El curichi es considerado un ingreso económico del día a día de las familias humildes que lo producen. El curichi es un símbolo de los hijos de las clases populares que lo consumen, eran los principales compradores de Alejandro Curi.
En tiempos recientes, el clima tropical amazónico hace que el postre también comience a ser consumido por otras clases socioeconómicas, además de los pueblos indígenas.

### En la naturaleza
Como los pueblos y comunidades indígenas lo incluyeron como uno de sus postres, el uso de plástico de las bolsitas de curichi y su falta de reciclaje en varias localidades de los pueblos originarios terminan contaminando el medio ambiente amazónico. Los cocamas de Santa Rita de Florida a orillas del río Marañón en el distrito de Nauta, provincia de Loreto, comenzaron a reciclar el plástico de los curichis junto a otros residuos, siendo uno de los primeros grupos nativos en hacerlo.